# Butzbach
Butzbach är en stad i Wetteraukreis i det tyska förbundslandet Hessen. Butzbach, som för första gången omnämns i ett dokument från år 773, har cirka 28 000 invånare.